# デスラー機雷
デスラー機雷（デスラーきらい）は、アニメ「宇宙戦艦ヤマトシリーズ」に登場する、ガミラス帝国の武器。
本項では、『宇宙戦艦ヤマト』に登場するデスラー機雷のほか、テレビスペシャル『宇宙戦艦ヤマト 新たなる旅立ち』に登場する新デスラー機雷（しんデスラーきらい）や、『宇宙戦艦ヤマト』のリメイク作品『宇宙戦艦ヤマト2199』に登場するデスラー魚雷（デスラーぎょらい）についても記述する。

## デスラー機雷
『宇宙戦艦ヤマト』に登場。電磁波を発しながら目標に向かって自動的に動くホーミング機雷の一種。球状の本体に角のようなものがついた形状をしており、緑色の子機雷と、それらを制御する赤いコントロール機雷の2種類が存在する。ガミラスの科学の粋を集めて作られており、名称には総統であるデスラーの名を戴いている。
コントロール機雷の角から発信される発信用の電磁波で、機雷を目標に向かって動かせる。この移動能力によって敵艦の回避を妨害するほか、機雷原をすり抜けようとした艦を包囲することも可能。また、単純な接触だけではなく、各機雷が発する電磁波によっても起爆できるようになっている。
しかし、人力による排除や無力化などへの対策が考えられていないという欠点がある。これはガミラス人がその可能性をそもそも至らなかったためで、劇中でヤマトの乗組員が人力によって排除した行動を、アニメではデスラーが「野蛮人の素朴な発想」、松本零士の漫画版ではヒスが「我々には想像もつかない方法」と評した。
劇中ではヤマトを機雷原の中に閉じ込めて追い詰めるが、真田志郎とアナライザーがコントロール機雷を発見・解体して電磁波放射能力と移動能力を喪失させられ、そのまま人力で突破口を作られた。

## 新デスラー機雷
『宇宙戦艦ヤマト 新たなる旅立ち』に登場。デスラー戦闘空母のVLSから投射された樽状の格納容器が上空で破裂し、緑色のキノコの傘を両面につけた、ハンバーガーのようなフォルムの機雷本体が散布される。デザインは『宇宙戦艦ヤマト2』に登場した、磁力機雷（じりょくきらい）と同じである。護衛艦程度の小型艦船なら一撃で大破させる威力がある。
漂流するイスカンダルへ急行して着水したガミラス残存艦隊が、後方から追撃してくる暗黒星団帝国のデーダー艦隊を足止めするために上空へ散布して機雷原を形成した。しかし、数隻を撃破するものの、巨大戦艦プレアデスから繰り出される小型の艦載機に対しては機雷間をすり抜けられてしまうため、ガミラス残存艦隊はデーダー艦隊の航空攻撃によって狙い撃ちにされたうえ、機雷原自体もデーダー艦隊の砲撃で一掃されて敵艦の侵入を許してしまう。

## デスラー魚雷
『宇宙戦艦ヤマト2199』に登場。ヤマトによって冥王星前線基地を失ったヴァルケ・シュルツへ、大ガミラス帝星からの補給物資として与えられた。本作では機雷ではなく、自己推進型の魚雷（対艦ミサイル）と設定されている。
弾頭にはガス生命体が積載されており、シュルツの旗艦に搭載されてグリーゼ581星系でヤマトへの雷撃に用いられる。